# Don Adams
Donald James Yarmy, mais conhecido como Don Adams (Nova Iorque, 13 de abril de 1923 — Los Angeles, 25 de setembro de 2005), foi um comediante e ator norte-americano.

## Biografia

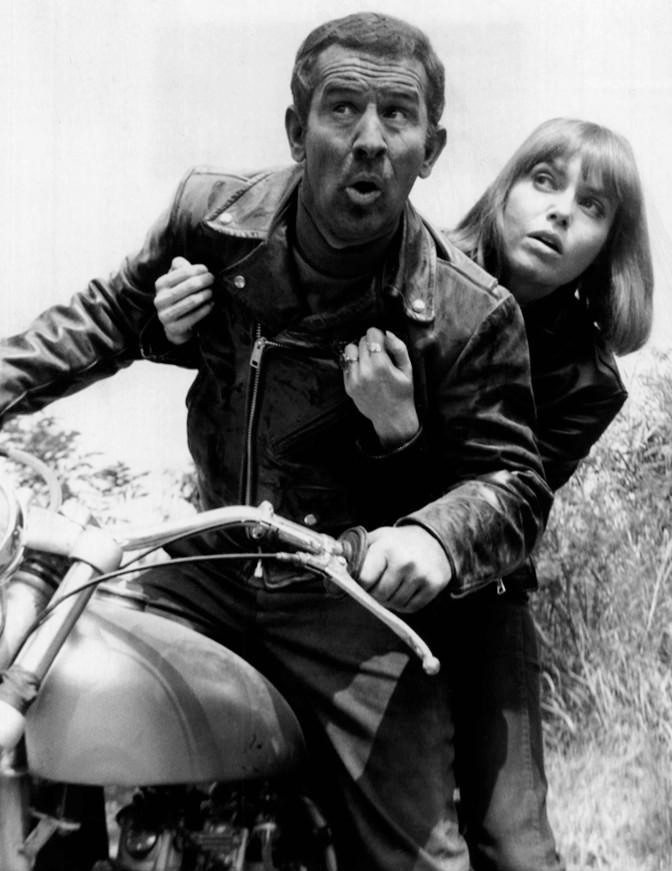
Don Adams e Barbara Feldon em foto promocional de 1969 para Get Smart, a série televisiva que tornou ambos famosos

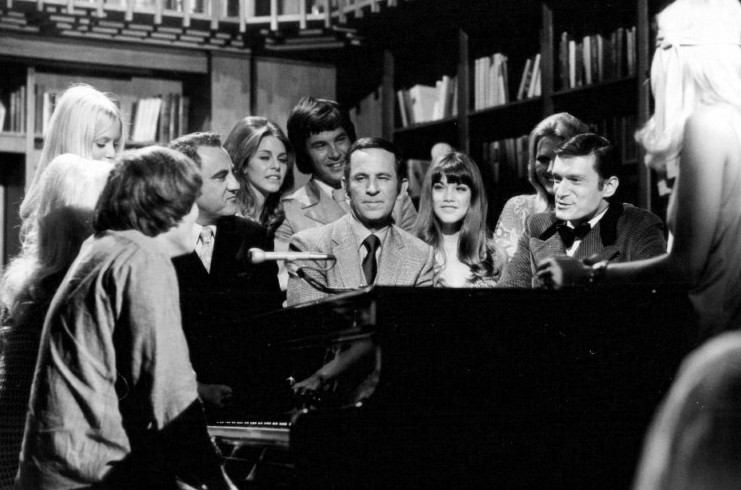
O ator com Hugh Hefner em 1970

Filho de judeu - húngaro que gerenciava uma pequena rede de restaurantes no bairro do Bronx, o jovem Don gostava de faltar às aulas para ir ao cinema. O sobrenome Adams ele aproveitou do casamento com sua primeira esposa, Adelaide Adams, pois seu último nome não o ajudava muito e as audições eram feitas sempre pela ordem alfabética.
Criou fama como protagonista da série de comédia norte-americana Get Smart, como o personagem Maxwell Smart, o trapalhão agente 86, nome pelo qual a série era conhecida no Brasil. Causou sucesso estrondoso, rendendo-lhe várias indicações a prêmios como o Globo de Ouro e o Emmy, sendo que, nesse último, ganhou três vezes consecutivas na categoria de melhor ator de séries cômicas. A série foi exibida de 1965 a 1969 pela NBC e teve mais uma temporada em 1970 pela ABC. Fazia-lhe par, na série, a agente 99, interpretada pela atriz Barbara Feldon. O par acabou se tornando um casal no seriado. Smart e 99 se casaram na temporada de 1969 e tiveram gêmeos na temporada de 1970.
Mesmo com o término da série original, Don e Barbara ficaram ligados aos personagens. Realizaram longas-metragens e filmaram para a TV uma nova série, que continuou a história dos agentes 86 e 99: no seriado, eram os pais de um jovem agente igualmente atrapalhado (interpretado por Andy Dick). Don Adams era amigo de Hugh Hefner, visitando-o com freqüência em sua Mansão Playboy.
Don Adams faleceu em 2005, em Los Angeles, de complicações provenientes de um câncer de pulmão. Ele sempre dizia nas entrevistas que não se importava por ter feito apenas um papel de sucesso na televisão: seu propósito como comediante era, antes de tudo, fazer o telespectador rir.
Casou-se 4 vezes e teve 7 filhos. Uma de suas filhas, Cecily, morreu um ano e cinco meses antes, vítima de câncer de pulmão, mesma doença que viria a matar Adams. Adams foi sepultado em um cemitério em Hollywood.